# Горња Граченица
Горња Граченица је насељено место у општини Поповача, у Мославини, Република Хрватска, пре нове територијалне организације у саставу бивше велике општине Кутина.

## Становништво
На попису становништва 2011. године, Горња Граченица је имала 954 становника.

## Попис1991.
На попису становништва 1991. године, насељено место Горња Граченица је имало 983 становника, следећег националног састава:
| Попис 1991.‍  | Попис 1991.‍  | Попис 1991.‍ | Попис 1991.‍ | Попис 1991.‍ |
| ------------ | ------------ | ----------- | ----------- | ----------- |
|              |              |             |             |             |
| Хрвати       | Хрвати       |             | 944         | 96,03%      |
| Албанци      | Албанци      |             | 8           | 0,81%       |
| Југословени  | Југословени  |             | 4           | 0,40%       |
| Италијани    | Италијани    |             | 2           | 0,20%       |
| Муслимани    | Муслимани    |             | 1           | 0,10%       |
| Словенци     | Словенци     |             | 1           | 0,10%       |
| Срби         | Срби         |             | 1           | 0,10%       |
| неопредељени | неопредељени |             | 14          | 1,42%       |
| регион. опр. | регион. опр. |             | 1           | 0,10%       |
| непознато    | непознато    |             | 7           | 0,71%       |
| укупно: 983  |              |             |             |             |